# Кавенаго д'Ада
Кавенаго д'Ада (итал. Cavenago d'Adda) је насеље у Италији у округу Лоди, региону Ломбардија.
Према процени из 2011. у насељу је живело 1681 становника. Насеље се налази на надморској висини од 72 м.

## Становништво
| 1936. | 1951. | 1961. | 1971. | 1981. | 1991. | 2001. | 2011. |
| ----- | ----- | ----- | ----- | ----- | ----- | ----- | ----- |
| 2.340 | 2.686 | 2.348 | 1.986 | 1.853 | 1.861 | 2.038 | 2.259 |